# Малоруско генерал-губернаторство
Малоруското генерал-губернаторство (на руски: Малороссийское генерал-губернаторство) е административно-териториална и политическа единица в Руската империя.
Административни центрове са град Полтава и Харков (днешна Украйна).
Мисията на институцията е, да организира внедряването и интеграцията на Левобрежна Украйна в състава на Руската империя.

## История
Малоруското генерал-губернаторство е създадено през 1802 г. като част от Полтавската и Черниговската губернии.
През 1835 г. била присъединена Харковска губерния.
Разпусната е на 17 февруариЮл (29 февруари)Грег. 1856 г.
Резиденцията на генерал-губернатора първоначално е била в град Полтава, а от 1837 г. – в град Харков.

## Органи на властта

### Генерал-губернатори
Административно-териториалната и политическа единица се е управлявала от генерал-губернатори.
| Име                                  | Титла, чин, звание                            | Време на заемане на длъжността |
| ------------------------------------ | --------------------------------------------- | ------------------------------ |
| Алексей Борисович Куракин            | княз, действителен таен съветник              | 04.02.1802 – 24.11.1807 г.     |
| Яков Иванович Лобанов-Ростовски      | княз, действителен таен съветник              | 24.01.1808 – 22.02.1816 г.     |
| Николай Григориевич Репнин-Волконски | княз, генерал-адютант, генерал от кавалерията | 22.07.1816 – 06.12.1834 г.     |
| Александър Дмитриевич Гурйев         | граф, генерал-лейтенант                       | 31.12.1834 – 09.06.1835 г.     |
| Василий Василиевич Левашов           | граф, генерал-адютант, генерал от кавалерията | 01.12.1835 – 29.10.1836 г.     |
| Александър Григориевич Строганов     | граф, генерал-адютант, генерал-майор          | 12.11.1836 – 10.03.1839 г.     |
| Николай Андреевич Долгоруков         | княз, генерал-адютант, генерал от кавалерията | 28.01.1840 – 11.04.1847 г.     |
| Сергей Александрович Кокошкин        | генерал-адютант, генерал-лейтенант            | 30.04.1847 – 17.02.1856 г.     |